# Izvoro
Izvoro este o arie protejată (arie specială de conservare — SAC, sit de importanță comunitară — SCI) din Bulgaria întinsă pe o suprafață de 8,03 ha, integral pe uscat.

## Localizare
Centrul sitului Izvoro este situat la coordonatele 41°51′29″N 23°25′56″E / 41.8581°N 23.4322°E.

## Înființare
Situl Izvoro a fost declarat sit de importanță comunitară în decembrie 2007 pentru a proteja 1 specie de plante și 3 specii de animale. Situl a fost protejat și ca arie specială de conservare în mai 2020.

## Biodiversitate
Situată în ecoregiunea alpină, aria protejată conține 1 habitat natural: Păduri aluvionare cu Alnus glutinosa și Fraxinus excelsior (Alno-Padion, Alnion incanae, Salicion albae).
La baza desemnării sitului se află mai multe specii protejate:
- plante (1): curechi de munte (Ligularia sibirica)
- mamifere (3): liliac cărămiziu (Myotis emarginatus), liliacul mare cu potcoavă (Rhinolophus ferrumequinum), liliacul mic cu potcoavă (Rhinolophus hipposideros)